# موتییخا
متییخا دهستانی در استان آلباستهٔ اسپانیا است.
در این دهستان ۵۳۶ نفر زندگی می‌کنند. مساحت این دهستان ۲۴٫۰۳ کیلومتر مربع است.